# Нолькен, Юхан Фредрик фон
Барон Нолькен, Юхан Фредрик фон (швед. Johan Fredrik von Nolcken; 1737, Штральзунд — 1809) — шведский дипломат, посланник Швеции в России в 1773—1788 гг.

## Биография
Родился 20 декабря 1737 г. в Штральзунде. Его отцом был Эрик Маттиас фон Нолькен, который в 1739—1741 гг. состоял шведским послом при петербургском дворе, матерью — Кристина Маргарета фон Лоде.
В 1773—1788 гг. в ранге посланника находился в России. В Петербург прибыл 15 марта 1773 г., где был любезно принят Екатериной II и великим князем Павлом Петровичем, которым вручил ордены Серафимов.
Поверенный в делах Франции де Корберон характеризовал Нолькена следующим образом: «Барон Нолькен в высшей степени любезен и к достоинствам ума присоединяет достоинства сердца. Но он очень подозрителен, всякие пустяки его обижают. Его надо знать и прощать ему маленькие слабости, обусловленные слабым здоровьем». Примерно также отзывался о нём и граф Сегюр: «Барон Нолькен, шведский министр, и Сен-Сафорен, министр датский, пользовались также всеобщим уважением, как люди скромные, общительные и образованные».
В связи с началом русско-шведской войны 1788—1790 гг. был вынужден покинуть Россию. Позднее, с в 1791 по 1794 г., занимал должность шведского посланника в Вене.
Был братом другого шведского дипломата Густава Адама фон Нолькена (1733—1813), около тридцати лет исполнявшего обязанности посланника Швеции в Англии.
Умер в Стокгольме 22 февраля 1809 г.

## Награды
- Шведский орден Меча, рыцарский крест (RSO1kl) (28 апреля 1770)
- Прусский орден Святого Иоанна Иерусалимского, рыцарский крест (RS:tJoh:savJerusalemO) (28 мая 1772)
- Шведский орден Полярной звезды командорский крест (KNO1kl) (16 июля 1777)